# Louailles
Louailles település Franciaországban, Sarthe megyében. Lakosainak száma 703 fő (2022. január 1.). Louailles Vion, Le Bailleul, La Chapelle-d’Aligné, Parcé-sur-Sarthe és Précigné községekkel határos.

## Népesség
A település népességének változása:
| Lakosok száma | 737  | 737  | 742  | 727  | 722  | 717  | 714  | 714  | 703  |
|               | 2013 | 2015 | 2016 | 2017 | 2018 | 2019 | 2020 | 2021 | 2022 |